# Paling
De paling, ook wel aal of vollediger Europese aal (Anguilla anguilla), is een straalvinnige vis die behoort tot de familie echte palingen (Anguillidae). De paling is een typische trekvis, die opgroeit in de zoete binnenwateren van Europa en zich voortplant in de Sargassozee in het Caraïbisch gebied.
Deze bruin- tot grijsachtig gekleurde vis heeft een zeer langwerpig lichaam dat meer dan een meter lang kan worden. Door de karakteristieke lichaamsbouw, lage rugkam en nauwelijks zichtbare schubben is hij gemakkelijk van andere vissen te onderscheiden. Paling komt voor in grote delen van Europa en noordelijk Afrika en is een bewoner van wateren met modderbodems. Overdag verschuilt hij zich en 's nachts jaagt hij op kleine ongewervelde waterdieren zoals waterpissebedden en aasgarnalen.
De paling staat als ernstig bedreigde vissoort op de Rode Lijst van de IUCN. In Noord-West Europa is het palingbestand sinds de jaren 1960 met meer dan 90% achteruitgegaan. De intrek van glasaal (jonge paling) is nog maar een klein deel van wat hij was. Belangrijke factoren die hieraan ten grondslag liggen zijn de visserij en consumptie, habitatverlies, barrières op de trekroutes en vervuiling van de Europese wateren.

## Culinair
Op grote schaal wordt paling bevist voor menselijke consumptie en is hij commercieel belangrijk. In Nederland is gerookte paling een gewilde delicatesse en in België is paling in 't groen een gewaardeerd gerecht. Sinds 1970 is er een duidelijke afname van de palingstand merkbaar.

## Naam

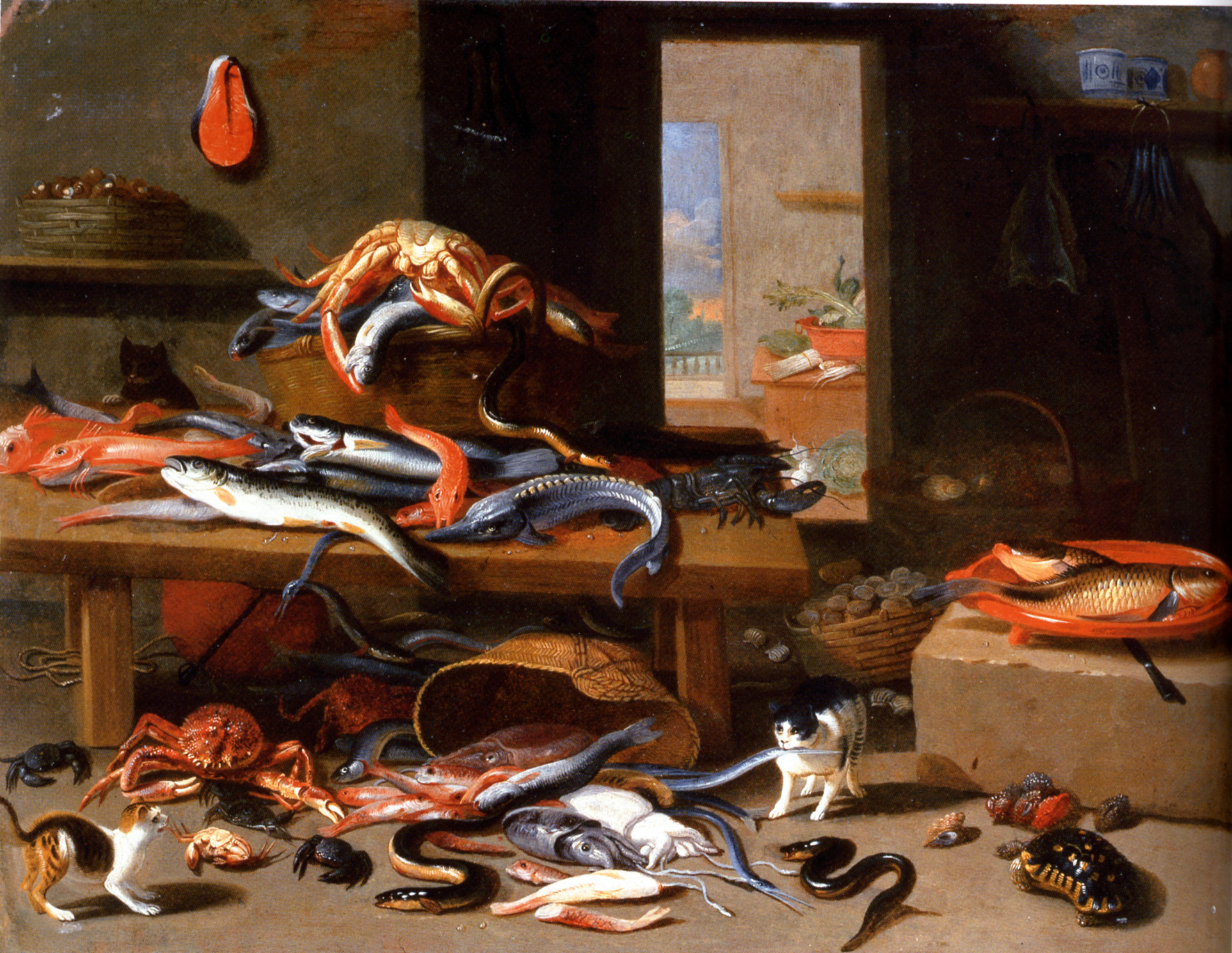
Stilleven met vissen, Jan van Kessel, 1654

De wetenschappelijke naam werd in 1758 door Carl Linnaeus gepubliceerd als Angill angill. De soort is beschreven door andere biologen onder namen zoals Anguilla aegyptiaca en Anguilla altirostris.
De paling die in Nederland en een groot deel van Europa en Noord-Afrika voorkomt heet eigenlijk Europese aal of paling. Of de naam paling dan wel aal wordt gebruikt, is plaatsgebonden. Zoals Antoni van Leeuwenhoek al schreef op 25 juli 1684: "Onder de visschen die onse rivieren of wateren voort brengen, kan ik maar twee soorten van visschen die men seijt dat geen schobbens hebben, de eene soort wort alhier genoemt Ael en Paling, en in andere steden wertse wel alleen met den naam van Ael genoemt".
Zowel aal als paling worden dus als Nederlandse naam gebruikt, in dit artikel wordt de soort verder met paling aangeduid.
De paling behoort tot de 'echte palingen' uit de familie Anguillidae. Deze familie heeft maar één geslacht: Anguilla. Echter, deze familie behoort tot de orde palingachtigen of Anguilliformes. In deze orde zitten meerdere families die ook wel met 'aal' dan wel met 'paling' worden aangeduid. Een voorbeeld is de kongeraal (Conger conger), die niet tot de echte palingen, maar tot de zeepalingen behoort.
De hier verder besproken Europese paling is niet de enige soort uit het geslacht Anguilla. Afhankelijk van de taxonomische opvattingen van de auteurs zijn er 15–23 soorten. FishBase onderscheidt 23 soorten en ondersoorten (zie Anguillidae). Voorbeelden van sterk aan de paling verwante soorten zijn de Amerikaanse paling (Anguilla rostrata) en de Japanse paling (Anguilla japonica). De Amerikaanse paling wordt met enige regelmaat ook in Europa aangetroffen.

## Uiterlijke kenmerken
De paling heeft een lang slangachtig lichaam met zeer slijmerige huid. De rugvin begint tamelijk ver naar achteren en vormt een zoom die tot aan de staartpunt reikt en zich daar met de gelijkvormige aarsvin verenigt, de buikvinnen ontbreken volledig.
De paling heeft een spitse, bovenwaarts afgeplatte en enigszins wigvormige kop die gemakkelijk van de achterzijde is te onderscheiden doordat de staart sterk zijwaarts is afgeplat. De onderkaak is langer dan de bovenkaak. De kieuwopeningen zijn zeer klein, waardoor de kieuwen goed kunnen worden afgesloten van de buitenwereld. Hierdoor blijven de kieuwen nog lang vochtig als de vis zich op het land bevindt wat de trekbewegingen over land mogelijk maakt.
De paling heeft twee neusgaten voorzien van buisjes aan het puntje van de neus en twee neusgaten vlak voor de ogen waar het water de neus weer verlaat. Het reukvermogen van zowel de paling als de glasaal is zeer goed. De ogen zijn vrij groot en verdubbelen in diameter tijdens het schieraalstadium. De paling kan worden onderscheiden van de zeepaling doordat bij de zeepaling de bovenkaak langer is dan de onderkaak.
Op het eerste gezicht draagt de huid van de paling geen schubben. Deze zijn echter wel aanwezig in diepere lagen van de huid, ze zijn zeer klein en vormen geen bepantsering. De paling is erg lastig te hanteren door de dikke egale huid, voorzien van een gladde slijmlaag en probeert met wilde kronkelbewegingen te ontsnappen aan zijn belagers.
De maximale lichaamslengte inclusief staart is bij mannetjes ongeveer 60 cm. De wijfjes worden tot 135 cm lang en 7 kg zwaar en ongeveer dertig jaar oud (Nederlands record) Ook lengtes tot 150 cm worden genoemd maar dit betreft zeldzame uitschieters, de meeste exemplaren zijn ongeveer een 0,5–1,0 m lang.

## Verspreiding en habitat

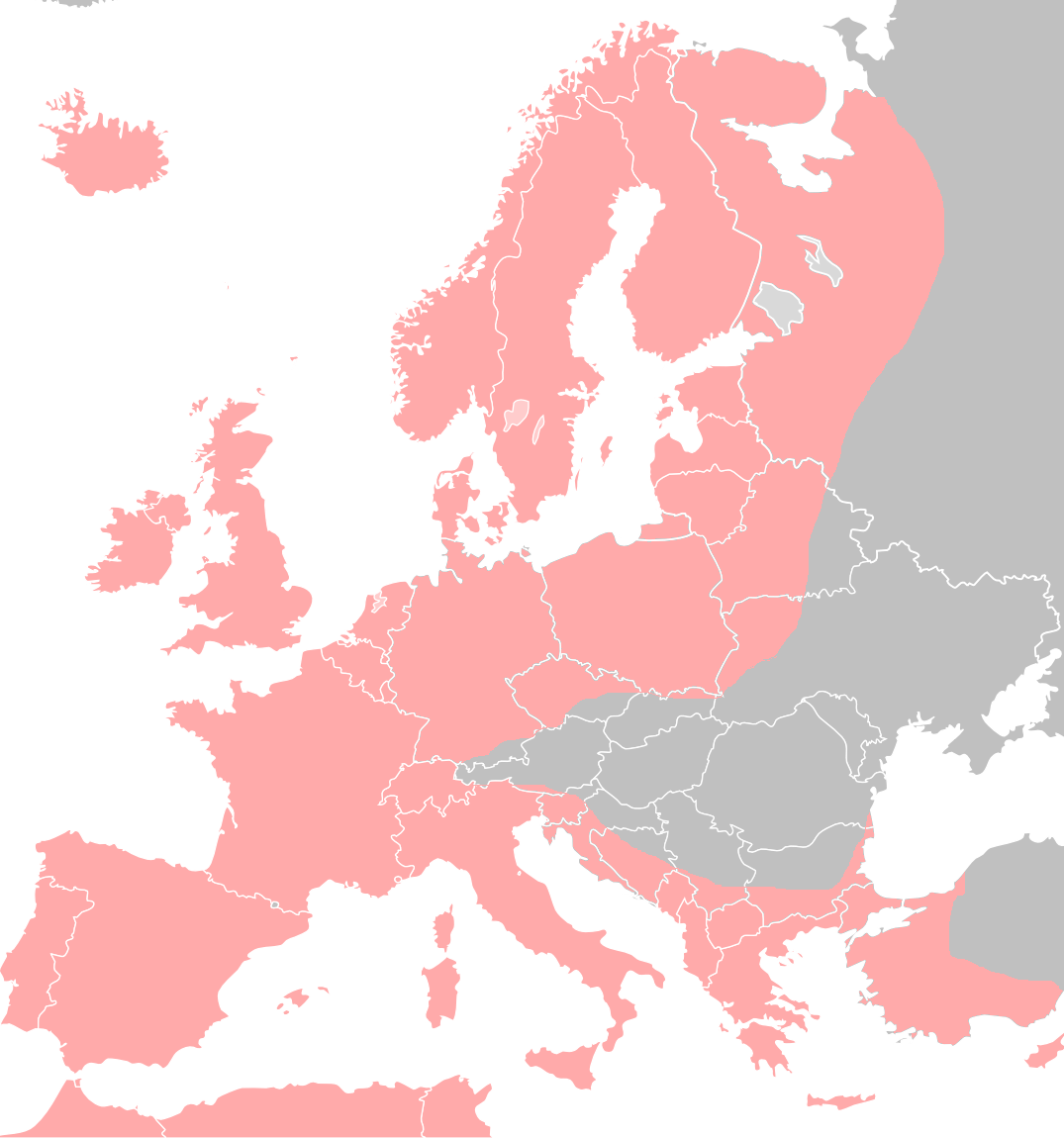
Verspreiding in het zoete water binnen Europa en noordelijk Afrika.

Het verspreidingsgebied van de paling strekt uit vanaf Marokko, het hele Middellandse Zeegebied, de Oostzee, tot in het noorden van Noorwegen. In Nederland en België komt paling in vrijwel alle oppervlaktewateren voor (zie kaartje).
De paling is nauw verwant, maar niet identiek met de Amerikaanse paling, (Anguilla rostrata). Er vindt wel enige hybridisatie plaats tussen beide soorten.
Andere soorten palingen uit het geslacht Anguilla hebben net als de paling vaak een specifiek leefgebied en een aparte plek waar ze hun eitjes afzetten. Een voorbeeld is de Japanse paling, die leeft in grote delen van Azië maar alleen kuit schiet rond de Marianen, een Micronesische eilandengroep. Deze plek werd pas ontdekt in 2006.
De mannelijke alen blijven 6–12 jaar in het zoete water, de vrouwelijke alen 9–20 jaar. Aangezien sommige alen niet meer terugtrekken naar zee komen ook zeer oude palingen voor, de oudste bekende paling was 88 jaar oud.

### Habitat
De paling is te vinden in alle denkbare watertypes van sloten en kleine beken tot de grote rivieren en meren. Daarbinnen heeft de paling een grote voorkeur voor beschutte plaatsen. De paling is vaak in grote aantallen te vinden achter stuwen en andere waterinlaten waar het water zuurstofrijk is en veel voedsel wordt aangevoerd. Hij verschuilt zich achter schoeiingen of tussen rietwortels, of graaft zich in in de bodem. Ook in zee levende paling zoekt plaatsen op om zich te verschuilen, zoals mosselbanken of scheepswrakken. De paling mijdt wateren waarbij op de bodem zuurstofloze omstandigheden voor kunnen komen. Ook sterk vervuilde delen worden gemeden.
De paling is vaak talrijker naarmate het water makkelijker bereikbaar is vanuit de zee. Het gemiddelde formaat van de paling neemt daarentegen stroomopwaarts toe. Een bijzondere eigenschap van de paling is dat hij door de sterk vernauwde kieuwspleet lange tijd buiten het water kan overleven en dat hij zich al kronkelend op (vochtig) land kan verplaatsen. Op deze manier kan de paling landbarrières tussen verschillende wateren oversteken. De vis is hierdoor in staat geïsoleerde wateren te bereiken en weer te verlaten door zich in vochtige nachten over land te begeven.

## Levenswijze
's Nachts en tijdens warme, vochtige, zomerse weersomstandigheden verlaat de paling de schuilplaats en foerageert actief naar voedsel. Op sommige plaatsen in het zuiden van zijn verspreidingsgebied is er echter nauwelijks verschil in activiteit over de dag, terwijl in deze streken volgens vissers zelfs de volle maan een negatieve invloed heeft op de activiteit van de paling. Paling op de grote rivieren heeft een scherpe piek in activiteit bij het invallen van de nacht.
In de winter graaft de paling zich meer in en raakt hij in een rusttoestand waarbij niet naar voedsel wordt gezocht. Dit is temperatuurafhankelijk, daardoor is bijvoorbeeld in Galicië van een jaarritme niet veel te merken. In Nederland en België is de paling niet meer actief van november tot maart, met wat variatie vanwege de jaarlijkse temperatuursverschillen. Het winterrustgebied en het foerageergebied liggen in de grote rivieren tot wel 60 km uit elkaar. In andere watertypen is dat veel beperkter.

Afbeeldingen breedbekaal
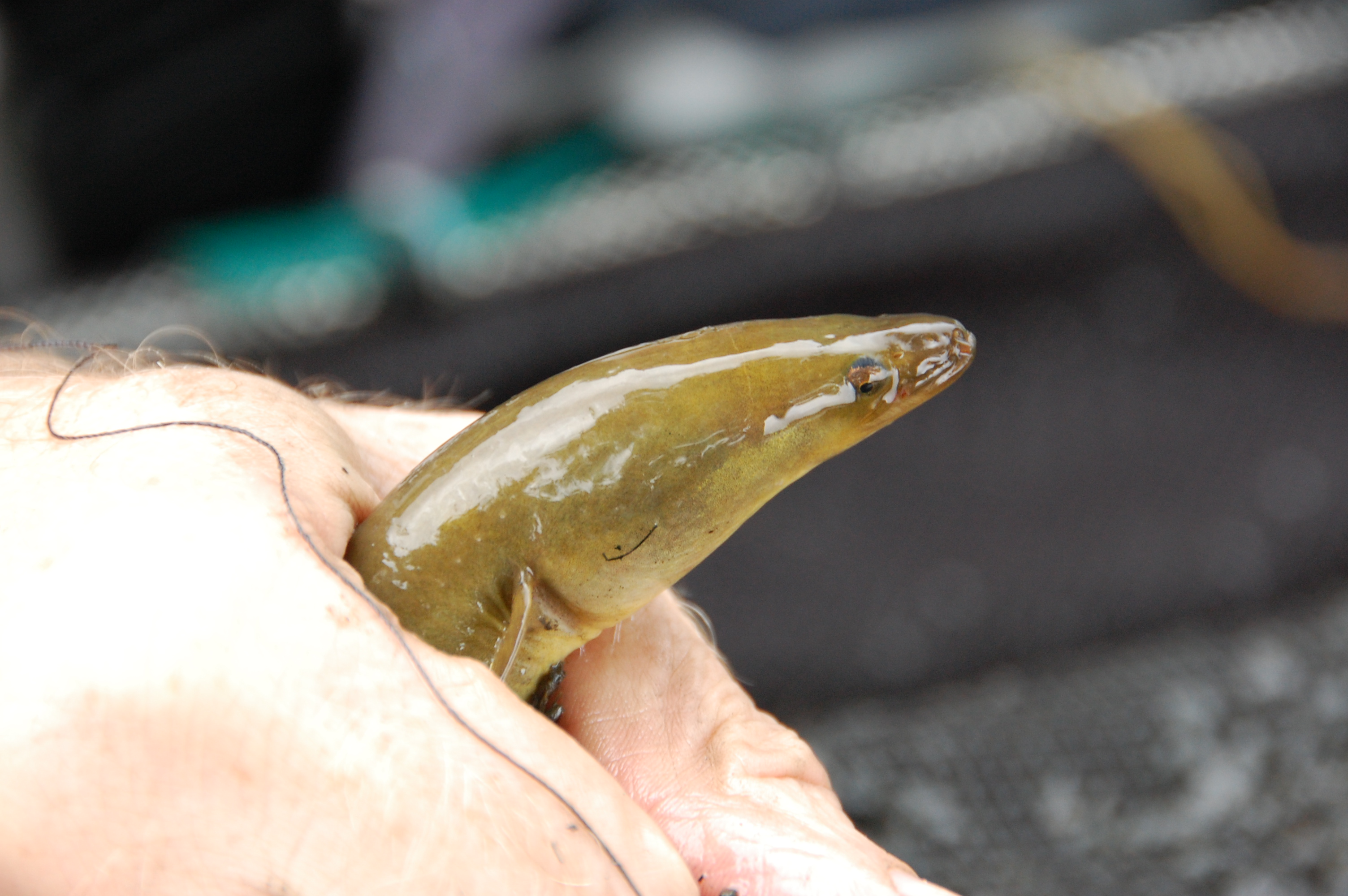
Normale vorm
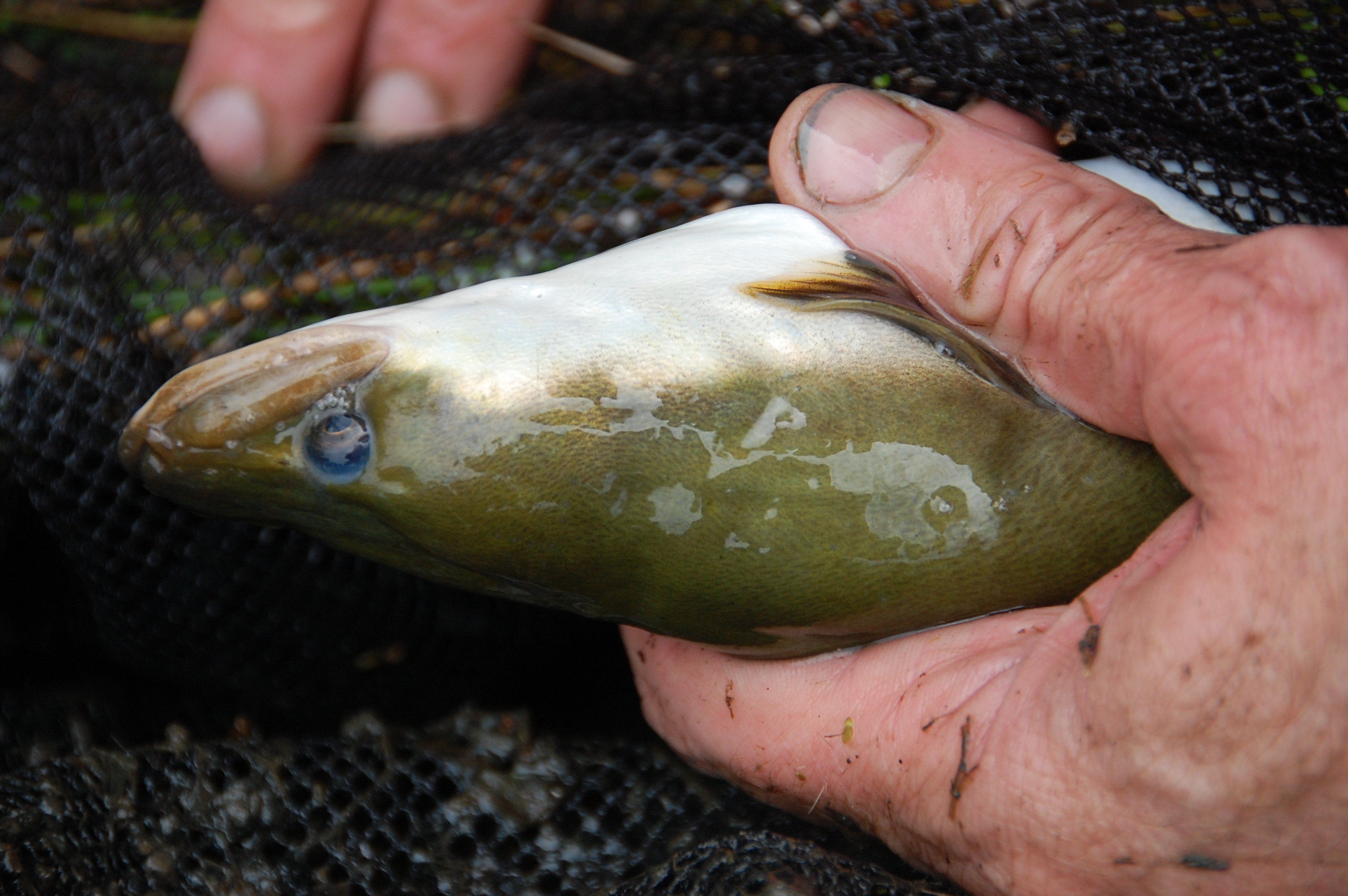
Breedbekaal van zijkant
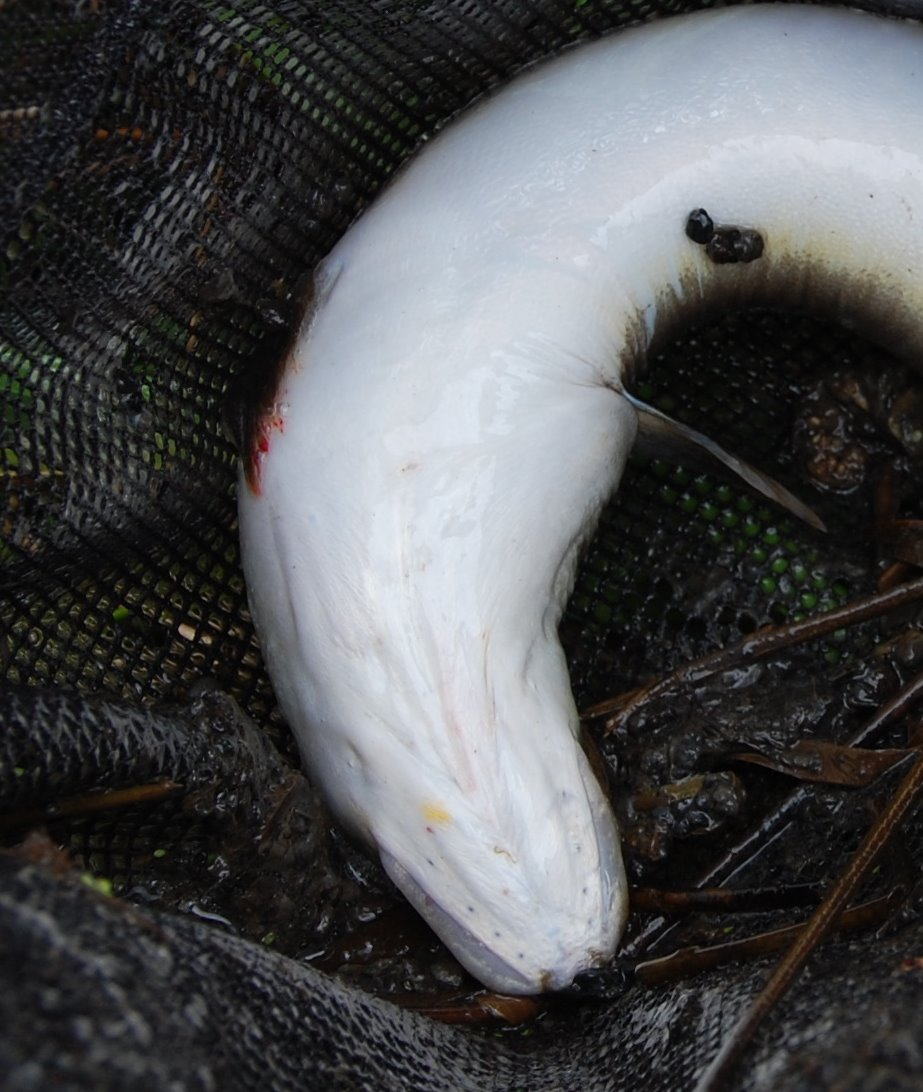
Onderaanzicht: stipjes zijn kanaaltjes van het zijlijnorgaan
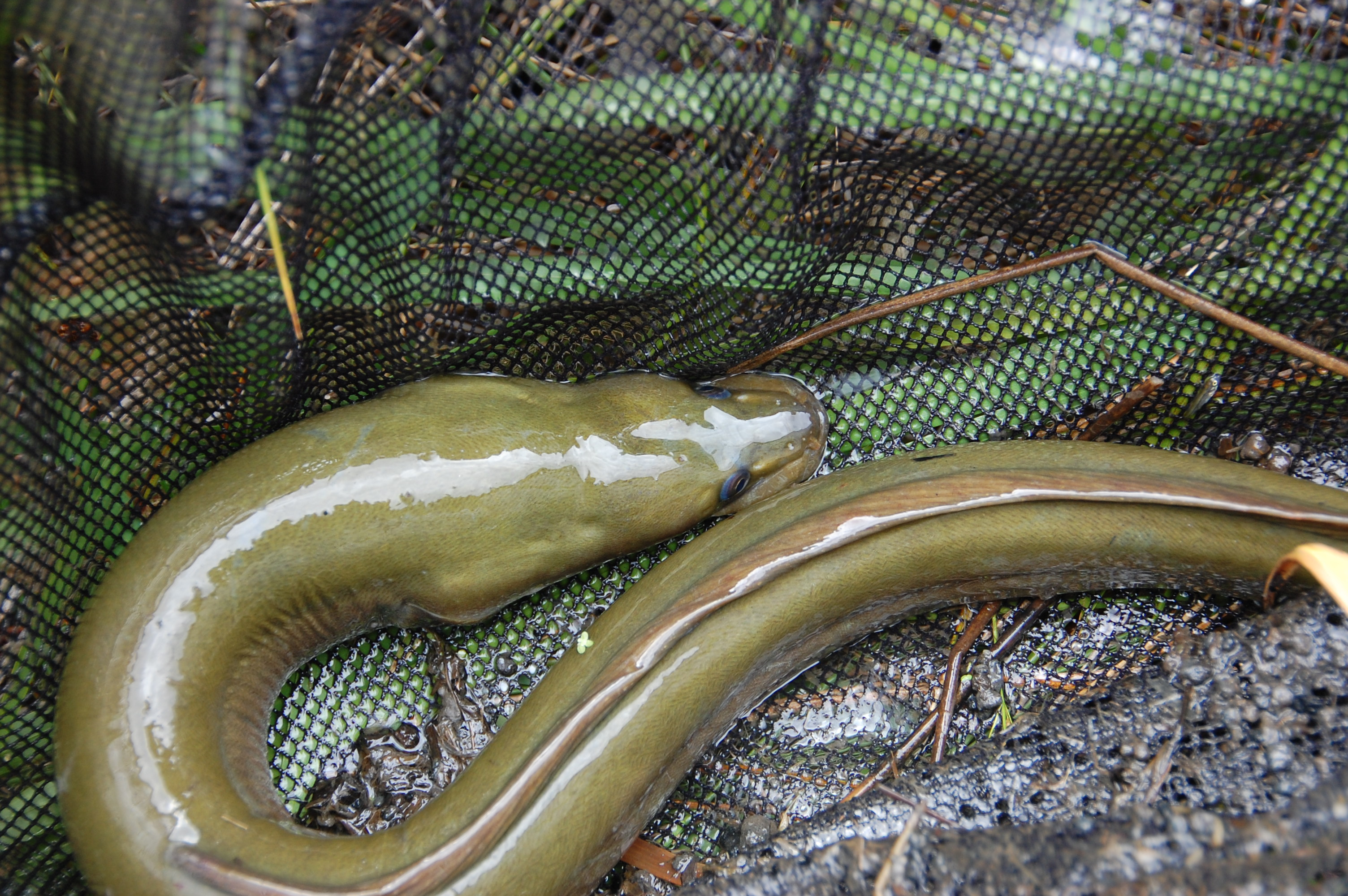
Bovenaanzicht breedbekaal

### Voedsel
De typische paling jaagt voornamelijk op muggenlarven, muggenpoppen, tweekleppigen als driehoeksmossel en de exotische korfmossels, vlokreeften en andere kleine ongewervelden. Ze eten ook kuit en larven van andere vissoorten als pos, baars en blankvoorn. Sommige palingen schakelen over op een dieet van vis als ze groter zijn dan 30 cm. Ze zijn herkenbaar aan de brede bek, veroorzaakt door een breedtegroei van de bovenkaak. De breedbekaal of roofaal vertoont geen genetische verschillen met normale palingen en is een demonstratie van de fenotypische plasticiteit van de aal. Een paling die de breedbekvariatie vertoont, heeft wel een veel lager vetpercentage.
De groei van de paling is sterk afhankelijk van de temperatuur van het water. In België en Nederland stoppen ze in oktober met de opname van voedsel, om pas in april weer actief te worden. In noordelijke streken als Ierland en Noorwegen is het groeiseizoen kort en groeien de palingen langzaam. In de buurt van viskwekerijen met kooien in Ierse voedselarme meren worden meer palingen gevangen, die leven van organismen die worden aangetrokken door de verhoogde beschikbaarheid van voedsel in de buurt van de kooien.
Ook de kwaliteit en de hoeveelheid voedseldieren is medebepalend voor de groei. In Nederland is het water door de lagere fosfaatconcentraties helderder en minder voedselrijk geworden. Er wordt vaak gesuggereerd dat deze verbeterde toestand verantwoordelijk is voor de slechte stand van de paling. Onderzoek van de voedselvoorkeur van paling in het Tjeukemeer door De Nie wijst echter op het tegendeel. Al in 1988 had hij de stelling geponeerd dat de aal aan het uitsterven was op grond van het ongunstige voedselaanbod na de habitatdegradatie door de toenmalig hoge concentratie fosfaten in het oppervlaktewater. De grotere bodemorganismen maakten daardoor plaats voor kleinere en samen met de afname van de vegetatiestructuur zorgde dat ervoor dat de brasem een veel efficiëntere predator werd dan de aal. De brasem kan namelijk gemakkelijk kleine organismen uit de bodem uitfilteren, terwijl de aal actief met behulp van zijn reukvermogen op grotere muggenpoppen en vlokreeften jaagt en ook niet diep in de bodem graaft op zoek naar voedsel.
Aangezien de situatie in het Tjeukemeer vergelijkbaar is met een groot deel van het Nederlandse areaal kan verminderde voedselbeschikbaarheid door habitatdegradatie een belangrijke oorzaak zijn voor de achteruitgang van ouderpopulatie in kwantiteit en kwaliteit (vetgehalte). Een probleem is dat de fosfaatconcentraties weliswaar behoorlijk zijn afgenomen, maar de daardoor ontstane habitatdegradatie nog lang niet overal. Voor een terugkeer naar een gezondere situatie met meer vegetatie en structuur en een voor de aal meer geschikt voedselaanbod moeten ofwel maatregelen genomen worden om het omwoelen van de bodem door vis in te dammen, of de concentratie van fosfaat zou nog verder moeten afnemen.

### Voortplanting en trek

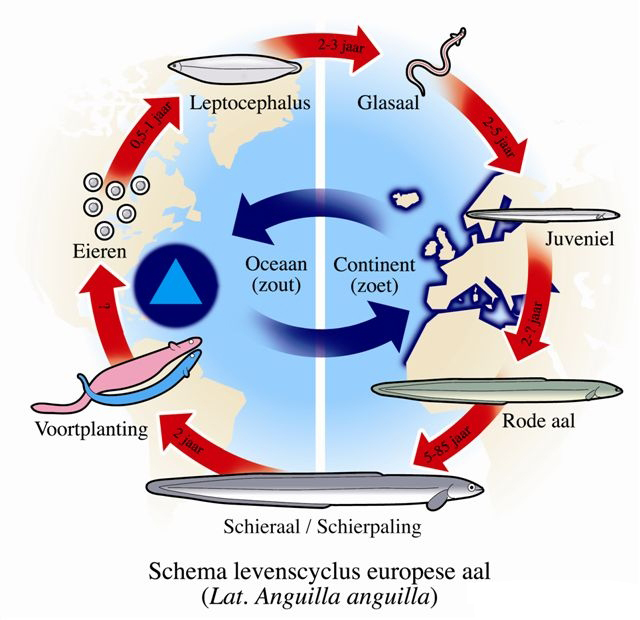
De levenscyclus van de paling

Als de onvolwassen paling een bepaalde hoeveelheid vet in zijn vlees heeft opgeslagen wordt hij schieraal genoemd.  De ogen en de vinnen worden groter en hij krijgt een lichtgrijze kleur met een witte buik en de huid wordt dikker. De meeste palingen bereiken, bij voldoende voedselaanbod, na een verblijf van tussen vijf en vijftien jaar in het zoete water, het schieraalstadium en keren dan terug naar de paaigronden. Op dit moment is de paling nog niet volledig geslachtsrijp. De geslachtsontwikkeling wordt voltooid tijdens de reis naar de Sargassozee door de bovenste waterlagen van de Atlantische oceaan.
De paling is een zogenoemde katadrome vis die opgroeit in zoet of brak water en zich voortplant in zout water. De voortplanting geschiedt op grote diepte in de Sargassozee. De larven trekken, geholpen door de Golfstroom, naar Europa.
Onderzoek aan de universiteit van Leiden heeft aangetoond dat palingen in staat zijn om 6000 km af te leggen. Ook is hier ontdekt dat palingen zeer weinig energie gebruiken om te zwemmen. Ze verbranden een zeer kleine hoeveelheid energie om zich te verplaatsen. Voor de reis van 6000 km slechts circa 120 gram per kilo lichaamsgewicht, overeenkomend met 40% van de vetreserves.
Experimenten met palingen, voorzien van externe meetsondes, uit Ierland en Spanje hebben aangetoond dat de schieralen tot 45 km per dag afleggen en dat ze overdag kouder water opzoeken en 's nachts warmer water. Daartoe voeren ze verticale verplaatsingen uit tussen 300 m en 1200 m diepte. Over de functie van deze verplaatsingen van koud naar warm water en omgekeerd wordt nog gespeculeerd.
Volwassen palingen paaien hoogstwaarschijnlijk in de Sargassozee. Dit is in 1923 door de Deense onderzoeker Johannes Schmidt verondersteld, omdat hij de kleinste palinglarven in deze regio aantrof. Het paaiproces zelf is echter nog nooit door mensen waargenomen. Van de Japanse paling en andere palingsoorten is de paaiplaats wel bekend.
Amerikaanse en Europese alen zijn twee verwante soorten en paaien beide in de Sargassozee. Amerikaanse alen trekken naar het noordwesten, Europese alen trekken naar het noordoosten. Opvallend is dat in IJsland relatief veel hybriden worden aangetroffen. Op grond van onderzoek aan de Japanse aal neemt men aan dat de locatie van de paaigrond ten opzichte van de zeestromingen essentieel is voor de verspreiding van de larven over de zoetwatergebieden. De zeer lange trekroute van de Sargassozee is te verklaren door de continentverschuiving waardoor de Atlantische Oceaan in de miljoenen jaren dat de soort bestaat, steeds breder is geworden. De soort heeft zich heel geleidelijk kunnen aanpassen aan de steeds langere trekroute.

### Levensstadia
De aal heeft een opmerkelijk groot aantal levensstadia en fenotypische aanpassingen.

#### Eieren en de eerste ontwikkeling
Waarschijnlijk vindt het paaien plaats op grote diepten en komen de langzaam naar hogere waterlagen opstijgende eitjes na ongeveer vier dagen uit.
Na het uitkomen heeft de larve nog een dooierzak en is ze ongeveer 6 mm groot, nog niet afgeplat en vergelijkbaar met andere vislarven. Ze is volledig ongepigmenteerd en het duurt ongeveer een week voordat de ogen volledig gepigmenteerd zijn en de dooierzak is opgebruikt. De larve is nu zijdelings afgeplat, maar heeft nog niet de typische bladvorm. Opvallend zijn de relatief zeer grote tanden van de larve in dit stadium (euryodont-stadium).

#### Wilgenbladlarven (Leptocephali)

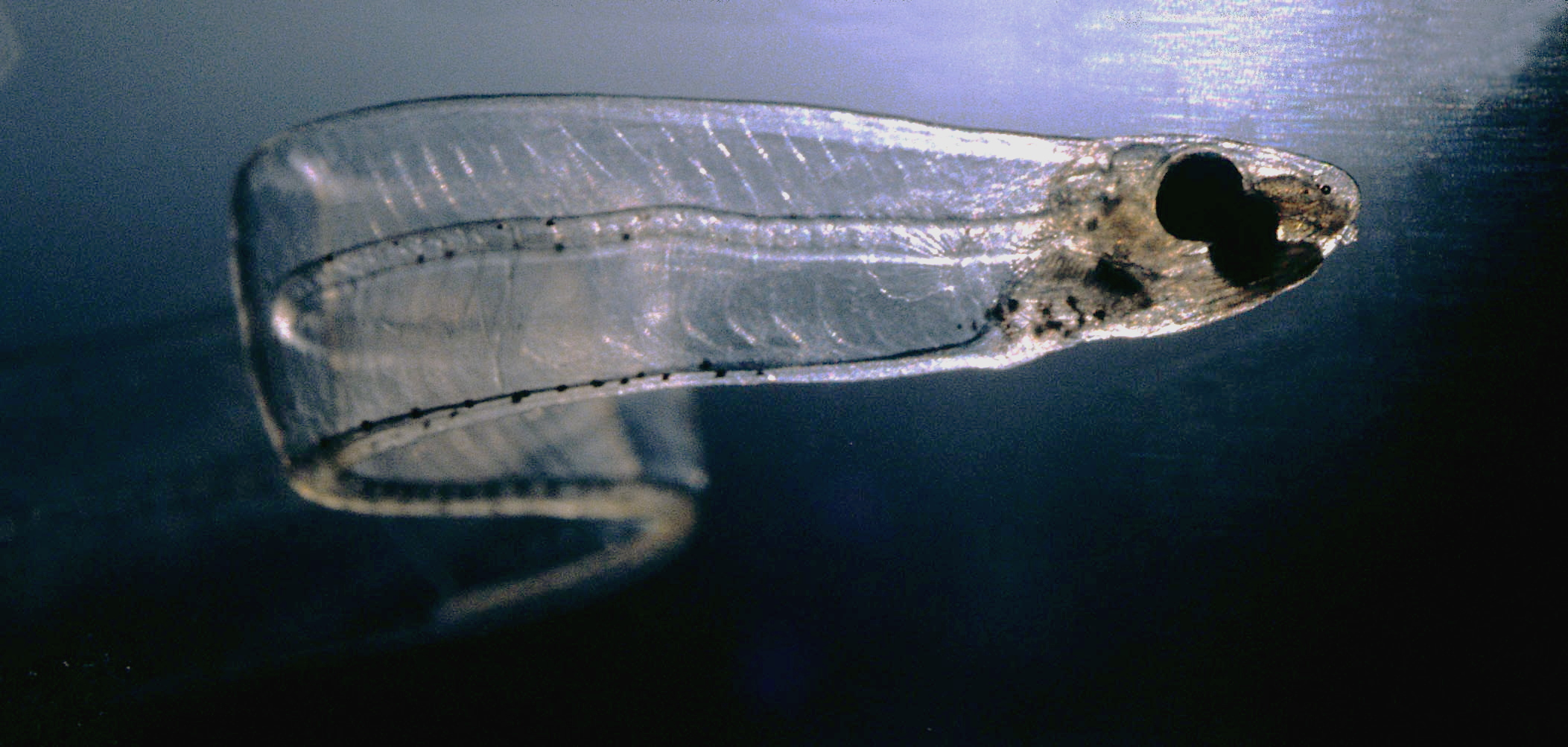
Leptocephalus van de Zeepaling Conger conger

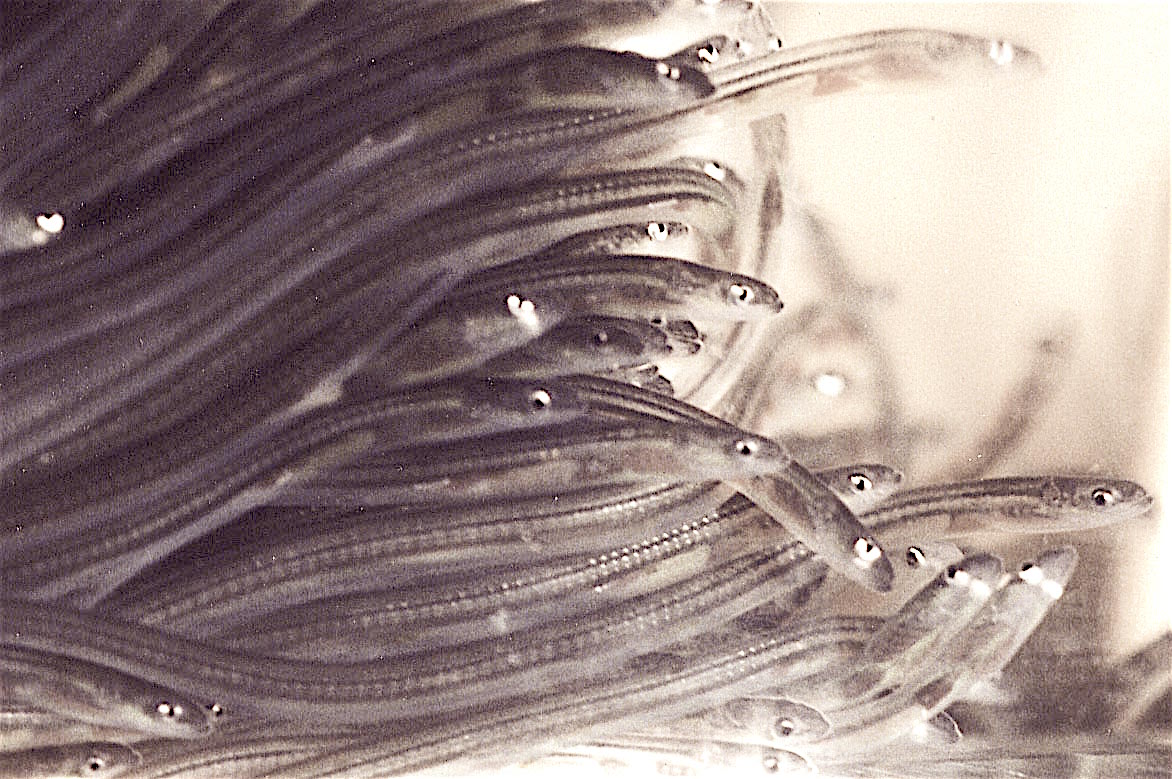
glasaaltjes

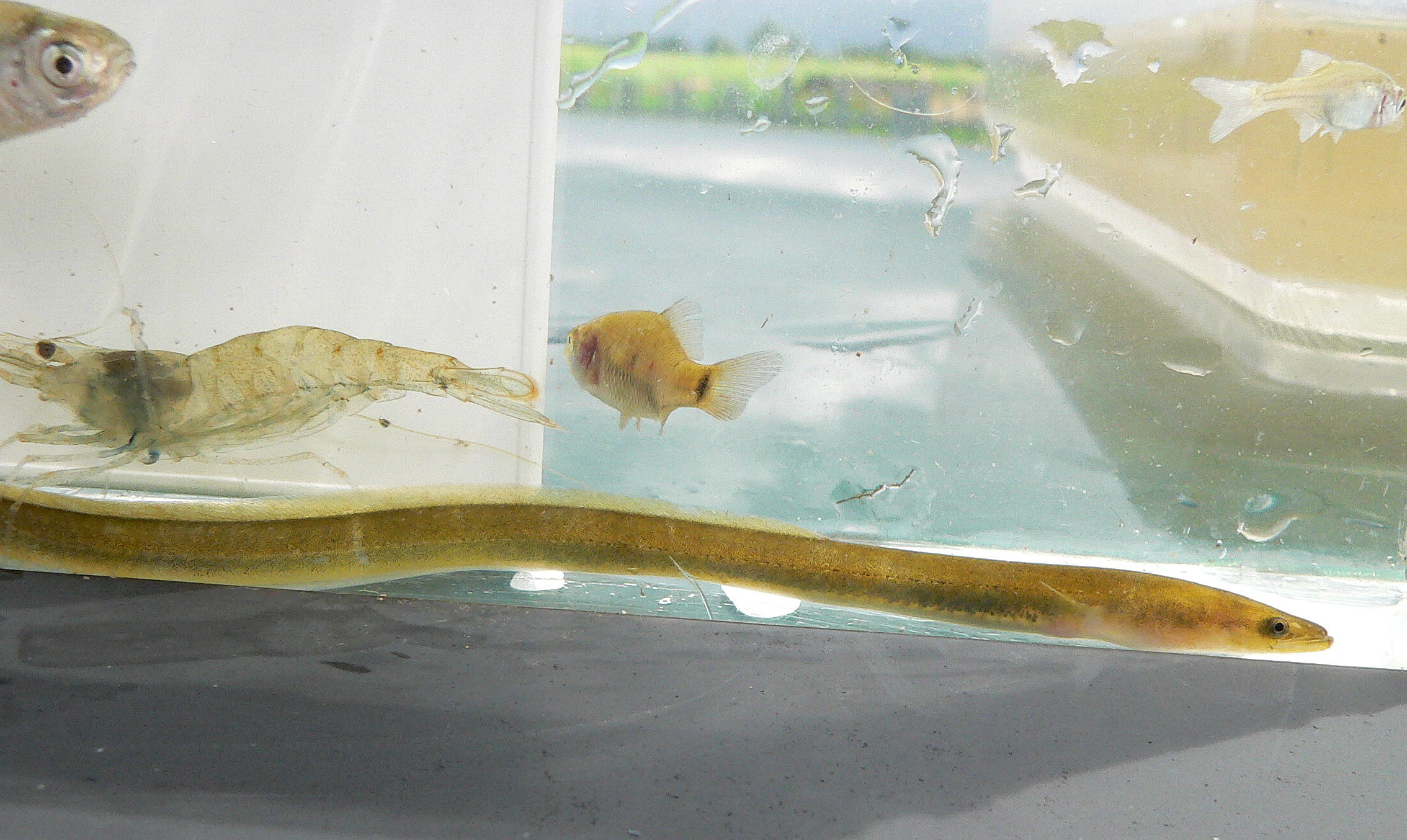
Jong aaltje

De afgeplatte vorm van de wilgebladlarven is functioneel omdat ze helpt hun zichtbaarheid te verkleinen in het oceaangedeelte tussen de 15 en 200 meter diepte waarin de dieren optrekken. In dit gedeelte van de oceaan, de fotische zone is geen schuilgelegenheid en daarom zijn bijna alle organismen bijna onzichtbaar door hun vorm en doorzichtigheid. Alle tarpon- en aalachtigen (Elopomorpha) hebben een leptocephalusfase en gebruiken deze vorm om te overleven in dit oceanische milieu. De larven van de stekelalen (Notocantidae) kunnen lengtes tot 180 cm bereiken. Men neemt aan dat leptocephali zich voeden met aggregaten van organisch materiaal (zeesneeuw) in plaats van plankton. De leptocephali zijn in staat hun dichtheid te variëren met behulp van chloridecellen in de huid. Men denkt dat ze hierdoor in staat zijn in de lagen met een hoge dichtheid organisch materiaal te blijven. Verder wordt aangenomen dat de oceaanstromingen (Golfstroom) het belangrijkst zijn bij de migratie en dat de migratie tot het continentaal plat ongeveer 21 maanden duurt met een zeer grote spreiding door het passieve karakter van de migratie.
De metamorfose van leptocephalus larve naar glasaal duurt maar zeer kort (4 dagen voor A. japonicus) en de lengte neemt met ongeveer 1% af. De doorzichtige glasalen die het zoete water binnentrekken hebben een lengte van 65 mm.

#### Glasaal
De glasaaltjes leven nog ongeveer twee maanden in continentale wateren en trekken aangetrokken door de geuren van het zoete water
actief, maar met behulp van de getijdenbeweging de rivier (of kanaal) op totdat de stroming van de rivier en het getij elkaar ongeveer opheffen. Tijdens de 10 à 15 jaar dat de aal in zoetwater opgroeit, draagt deze de naam “rode aal”. In die tijd veranderen de morfologische kenmerken aanzienlijk, waarbij de lengte alweer iets afneemt en wanneer ze weer naar zee trekken om zich voort te planten, wordt gesproken van “schieraal”. Barrières als sluizen verstoren het stromingspatroon dat de glasalen in staat stelde met behulp van de vloedstroom ver de rivier op te trekken.

#### Gele aal
De glasaal krijgt tanden en de huid wordt gepigmenteerd. Het gedrag wijzigt ook weer en de palinkjes zoeken plekken op de bodem of langs de oever op die bescherming bieden. De nu volgende migratie is niet meer afhankelijk van de stroming, maar wordt bepaald door de beschikbaarheid van ruimte en voedsel. Veel palingen trekken dan ook weer terug naar de kustwateren. De paling staat erom bekend dat hij zich zelfs over land verplaatst om geschikte leefgebieden te vinden.
In brak water duurt het enkele jaren (2 jaar bij 22 cm) voordat het geslacht van de aal bepaald is, daarna blijken de vrouwtjes sneller te groeien dan de mannetjes. In de teelt van aal vormt de geslachtsdifferentiatie een probleem omdat hoge dichtheden aanleiding geven tot mannelijke ontwikkeling, wat resulteert in een lagere groeisnelheid.
Opmerkelijk genoeg is de volwassen geslachtsrijpe paling nog nooit in het wild aangetroffen.

### Palingkweek
Palingen planten zich niet voort in gevangenschap; het is tot nu toe niet gelukt om volwassen palingen te kweken. In Japan is men al sinds 1974 bezig met het kunstmatig vermeerderen van Japanse paling. Op dit moment worden in Japan elke vrijdag palinglarven geboren. Dit gebeurt allemaal op zeer kleine laboratoriumschaal.
De Japanse wetenschappers hebben een kunstmatige voeding ontwikkeld voor de palinglarven. Het is bovendien gelukt om enkele generaties te kweken, maar het overlevingspercentage is gering. In het begin van 2007 hebben Deense en Franse wetenschappers eveneens paling weten te vermenigvuldigen en (in kleine aantallen) in leven weten te houden.
Wetenschappers van de Universiteit Leiden is het in 2003 gelukt om in een laboratorium larven van de Europese paling te verkrijgen. Zij vonden een nieuwe manier om palingen geslachtsrijp te maken.
De voeding van jonge larven is doorgaans een groot probleem. Het uitkomen van paling is in de natuur nog nooit door mensen waargenomen en het is niet bekend wat de palinglarven in de natuur eten. Als een geschikt voedsel voor de larven wordt gevonden, is het misschien mogelijk om paling van begin tot einde commercieel te gaan kweken. In Nederland is momenteel, in tegenstelling tot Japan en Denemarken, weinig financiële ondersteuning voor verder wetenschappelijk onderzoek.

### Palingkwekerijen in Nederland
Nederland is de grootste palingkweker van de wereld: maar liefst een derde van alle paling. Kweek is hier een verwarrende term, daar het gaat om het houden van in het wild gevangen dieren. Palingen planten zich niet voort in gevangenschap.
Paling is de belangrijkste kweekvis in Nederland met een aandeel van meer dan 50% van de totale waarde van de omzet in de viskweeksector. Naar schatting gaat het jaarlijks om ongeveer 11 miljoen dieren. De palingkweek is omstreden, omdat ze een nog grotere druk legt op de al ernstig bedreigde diersoort: miljoenen jonge palingen worden uit het wild gevangen om te verdwijnen in kwekerijen, waar ze worden opgekweekt om vervolgens te worden gedood. De International Council for the Exploration of the Seas (ICES) adviseert daarom de Europese Commissie dat de aalsterfte door menselijke activiteiten naar nul moet worden gebracht, onder andere door een stop op alle palingvisserij, inclusief die op glasalen.

#### Dierenwelzijnsproblemen in de palingkweeksector
Ook is er kritiek op de sector vanwege dierenwelzijnsproblemen. Er is inmiddels wetenschappelijke consensus dat vissen pijn en stress kunnen ervaren. De Raad van Dieraangelegenheden adviseert dan ook dat er meer aandacht moet komen voor het verbeteren van vissenwelzijn.
Palingen leven in kale recirculatie-bassins met zeer hoge aantallen onder omstandigheden die drastisch afwijken van hun natuurlijke leefomgeving en waarbij natuurlijk gedrag vrijwel onmogelijk is. Palingen leven van nature een groot deel van hun leven solitair en leggen vaak duizenden kilometers af. In een kwekerij leeft het dier met duizenden dicht op elkaar in een kleine ruimte, met een bezettingsgraad van 1.000–10.000 per m3. Dat is vergelijkbaar met 125-1250 palingen in een volle badkuip.
Er zijn vrijwel geen regels om het welzijn van vissen te beschermen, zoals voor de meeste andere voor productie gehouden dieren, als varkens, vleeskuikens en vleeskalveren. Er zijn slechts enkele algemene uitgangspunten van toepassing, waarin wordt gesteld dat vissen niet onnodig mogen lijden en ze voldoende ruimte moeten hebben voor hun fysiologische en ethologische behoeften. Dit gebrek aan regels leidt tot welzijnsproblemen. De huisvestingssystemen zijn dan ook ontwikkeld op basis van efficiëntie, waarbij vrijwel geen rekening wordt gehouden met de natuurlijke behoeften van het dier. Zo is er vrijwel geen mogelijkheid voor natuurlijke gedragingen als schuilen, foerageren, jagen, verkennen en rusten. Geregeld is er sprake van hoge sterfte (binnen bepaalde fases) door onder andere kannibalisme en ziekten. Ook worden de dieren meerdere keren blootgesteld aan stressvolle handelingen, zoals het sorteren op gewicht, het onthouden van voer en transport. Sinds juli 2018 moeten palingen, als enige vissoort in Nederland, voor de doding elektrisch verdoofd worden. Voorheen werden de dieren meestal bij bewustzijn in een zoutbad gelegd om te onstlijmen, een behandeling die wel 10–25 minuten kan duren en leidt tot 'hevige pijn en stress'. De verplichte bedwelming voor de slacht geldt voor zowel gehouden palingen in kwekerijen als wild gevangen palingen. Op de laatste is echter geen controle en het is onwaarschijnlijk dat alle wild gevangen paling werkelijk bedwelmd wordt.

## Bedreigingen van de palingstand

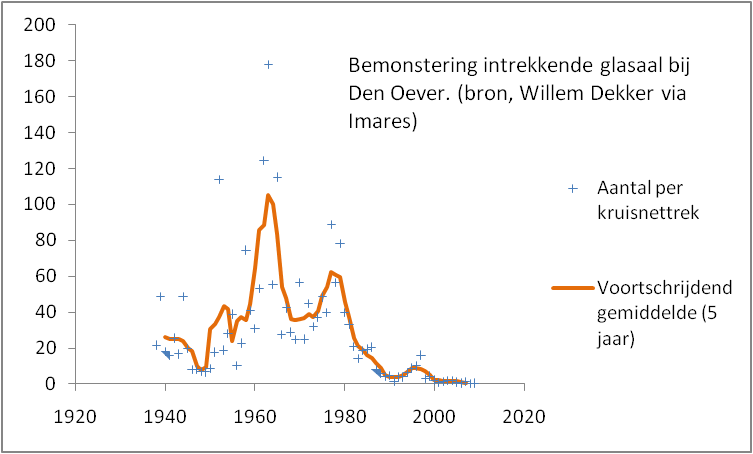

Het is moeilijk aan te geven wat precies de oorzaak is van het afnemen van de palingstand en de verminderde intrek van glasaal.
Van 1950 tot 1980 was de intrek van glasaal grillig, met een piek rond 1960. De laatste jaren is de intrek van glasaal nog maar enkele procenten van het gemiddelde aantal in de periode 1950 tot 1980. Deze catastrofale afname heeft waarschijnlijk te maken met een combinatie van oorzaken. Herstel van het palingbestand is misschien nog mogelijk, maar zal vanwege de lange generatieduur en de geringe populatiegrootte nog lange tijd vergen, zelfs met een totaalverbod op de visserij op paling.

### Giftige stoffen
Er is vervuiling van het oppervlaktewater door stoffen als pcb's, halonen (brandvertragers) en resten van medicijnen zoals residuen van oestrogene stoffen (zoals de anticonceptiepil) en antidepressiva. De pcb's en dioxines kwamen in het milieu terecht vanaf de jaren vijftig met een hoogtepunt in de concentraties tijdens de jaren zeventig. In de 21e eeuw zijn pcb-gehaltes op de meeste plaatsen in België en Nederland zeer sterk aan het dalen. Bekend is dat pcb's de hormoonhuishouding ontregelen. Van oestrogene stoffen en antidepressiva wist men dat al langer.
Al deze stoffen hebben zeer nadelige gevolgen voor de geslachtsontwikkeling van de ouderdieren en de ontwikkeling van de opgroeiende embryo's, aangezien ook geringe hoeveelheden pcb's en dioxines in de dooierzak de embryonale ontwikkeling kunnen verstoren. De embryonale ontwikkeling wordt al verstoord bij lage dioxinewaarden in de gonaden van ouderdieren, die nog geen tiende bedragen van de maximumwaarden die veilig worden geacht voor menselijke consumptie.
De chemische belasting van oppervlakte en sediment is sterk verbeterd sinds 1985, aangezien pcb's verboden zijn in open systemen (plastics) sinds 1979 en in gesloten systemen sinds 1985. Als de vervuiling met pcb's verantwoordelijk is voor de achteruitgang zou er een herstel verwacht worden na 1995, maar het tegengestelde is het geval. Een andere observatie die wel verklarend zou kunnen zijn voor het uitblijven van de intrek van glasaal is de achteruitgang van het vetgehalte van de paling. Er wordt gesproken over een achteruitgang van 20 naar 12% vet in België en van 21 naar 13% in Nederland als we de waardes in de periode 1980–1990 vergelijken met de huidige waardes.

### Klimaatfactoren
De opwarming van de Aarde kan resulteren in een verplaatsing of vermindering van de golfstroom, waardoor de glasaal moeilijker de Europese binnenwateren bereikt. Vooralsnog is een vermindering of verlegging van de golfstroom nog niet overtuigend aangetoond, maar valt ze evenmin uit te sluiten.

### Verminderde migratiemogelijkheden en habitatverlies
De hindernissen die her en der opgeworpen zijn zorgen enerzijds voor habitatverlies en anderzijds voor sterfte en beschadiging bij de trekkende palingen.
- Gebouwde hindernissen. In Nederland zijn diverse dijken, dammen en andere afsluitingen gemaakt waardoor veel wateren moeilijk of niet bereikbaar zijn voor de paling. Ook de totale oppervlakte van het leefgebied van de paling is afgenomen door de inpolderingen. De oppervlakte van het IJsselmeer is door inpolderingen van 1930 (Wieringermeer) tot 1968 (Zuidelijk Flevoland) nog maar de helft van de oppervlakte van de voormalige Zuiderzee voor 1932. De harde scheiding tussen zoet en zout water is vermoedelijk ook erg ongunstig, vanwege de manier waarop de glasalen zich metamorfoseren naar gele aal in het overgangsgebied, waarbij ze vloedstromen gebruiken om ver een rivier op te trekken om zich vervolgens vandaar uit ongericht te verspreiden.[31][32]
- In Spanje zijn meer dan 90% van alle rivieren afgesloten door waterkrachtcentrales. In Frankrijk ligt dit percentage op ca. 70%. In het stroomgebied van de Rijn zijn er ongeveer 2500 waterkrachtcentrales. Dit is de reden dat in het zuiden van Europa de meeste aal niet verder de rivier op zwemt en daardoor een groot aantal oppervlaktewateren dus niet meer bereikt.

Habitatverlies heeft in de laatste herstelplannen voor paling (2007) van de EU dan ook veel aandacht.
De vele waterkrachtcentrales beschadigen ook volwassen palingen tijdens hun migratie doordat deze soms verminkt of aan stukken gereten worden door de schoepen van een waterkrachtcentrale.

### Predatoren

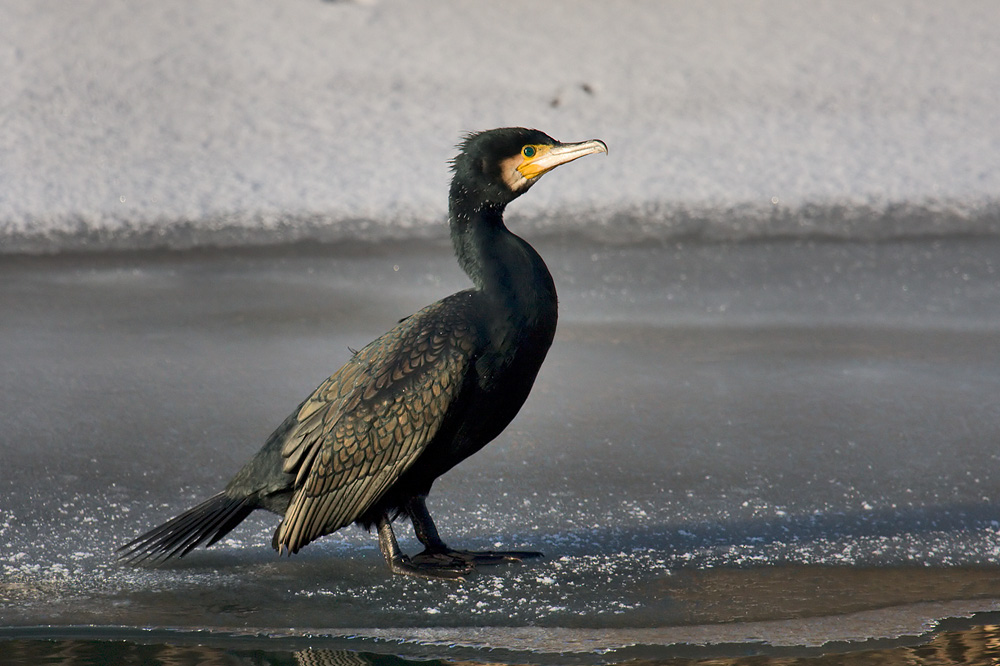
Aalscholver

- Aalscholvers die de paling en soorten vis waar de paling van leeft in grote hoeveelheden wegvangen. De aalscholver kwam tot de jaren zeventig weinig of niet voor in Nederland. In 2007 telde men meer dan 22.000 broedparen. Elke aalscholver eet per dag meer dan 250 gram vis. Dat komt neer op 3100 ton per jaar voor de totale Nederlandse populatie. Vergeleken met de visserijaanvoeren voor het IJsselmeer 3000 ton (2002), 1700 ton (2003) is dat dus aanzienlijk, waarbij moet worden opgemerkt dat veel aalscholvers nu op allerlei wateren in het binnenland vissen. Ook worden cijfers voor de IJsselmeervisserij genoemd van 40 kg/ha bij een oppervlakte van 1.800 km², wat neerkomt op 5500 ton per jaar voor de IJsselmeervisserij.[53] In een ander rapport wordt een onttrekking van 2000 ton vis per jaar voor het IJsselmeergebied genoemd.[54] Uitgebreid onderzoek schat het aandeel van de onttrekking van de totale visstand door aalscholvers op ca. 50% van de visserijonttrekking, maar onderzoek naar het dieet toont aan dat aalscholvers in het IJsselmeergebied (Oostvaardersplassen) voornamelijk pos (60–70%) en baars (10–20%) eten. Verder staan ook nog blankvoorn, paling en tot slot spiering op het menu.[55] Voorzichtigheid is wel geboden bij deze conclusie, want bij een hoge palingstand is het aannemelijk dat het aandeel paling in het dieet weer gaat toenemen, als het aantrekkelijker wordt voor aalscholvers om zich op paling te specialiseren, anderzijds zal de aalscholver de paling grotendeels met rust laten als de stand laag wordt. Dit komt ook overeen met historische gegevens: bij hoge palingstand werd wel een aanzienlijk percentage paling (38% in Denemarken, 20% in Ierland) in het menu aangetroffen.[54]

### Ziekten en parasieten

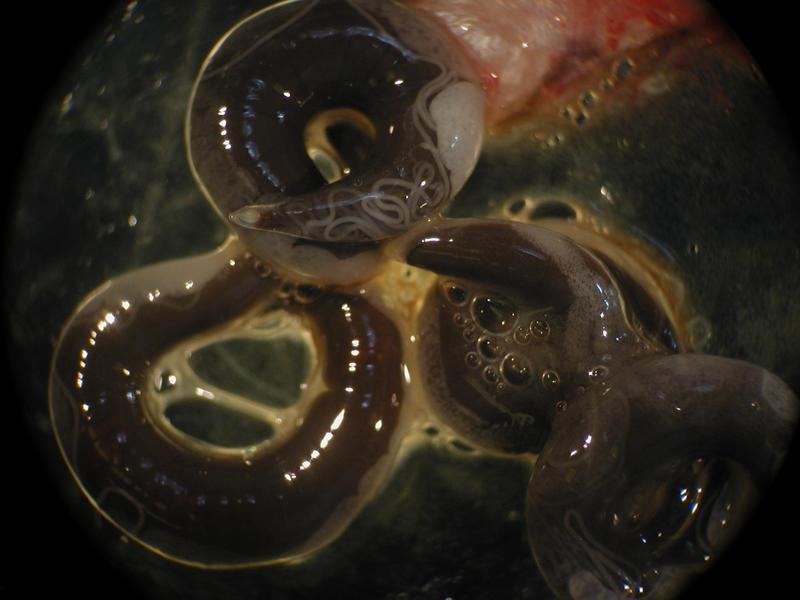
De spoelworm in de zwemblaas van de aal, Anguillicoloides crassus

- Zwemblaaswormen (Anguillicolidae), die voorkomen in de zwemblaas van de paling, zoals de soort Anguillicoloides crassus. Deze zwemblaasparasiet is sinds midden jaren 90 op zijn retour. Exemplaren die last van deze parasiet hebben gehad krijgen een verkleinde en verdikte zwemblaas, die mogelijk niet meer functioneert tijdens de paaitrek, die in de oceaan plaatsvindt op dieptes die dagelijks variëren tussen de 300 en 1200 m. Mogelijk moet de paling ook veel extra energie verbruiken om de juiste stand in het water te houden.
- Met de Amerikaanse dikkop-elrits die in tuincentra te koop wordt aangeboden is een Amerikaanse visziekte (Evrex virus) overgekomen naar de Europese wateren. Met name zeelt en paling hebben hieronder sterk te lijden.

### Visserij en overbevissing

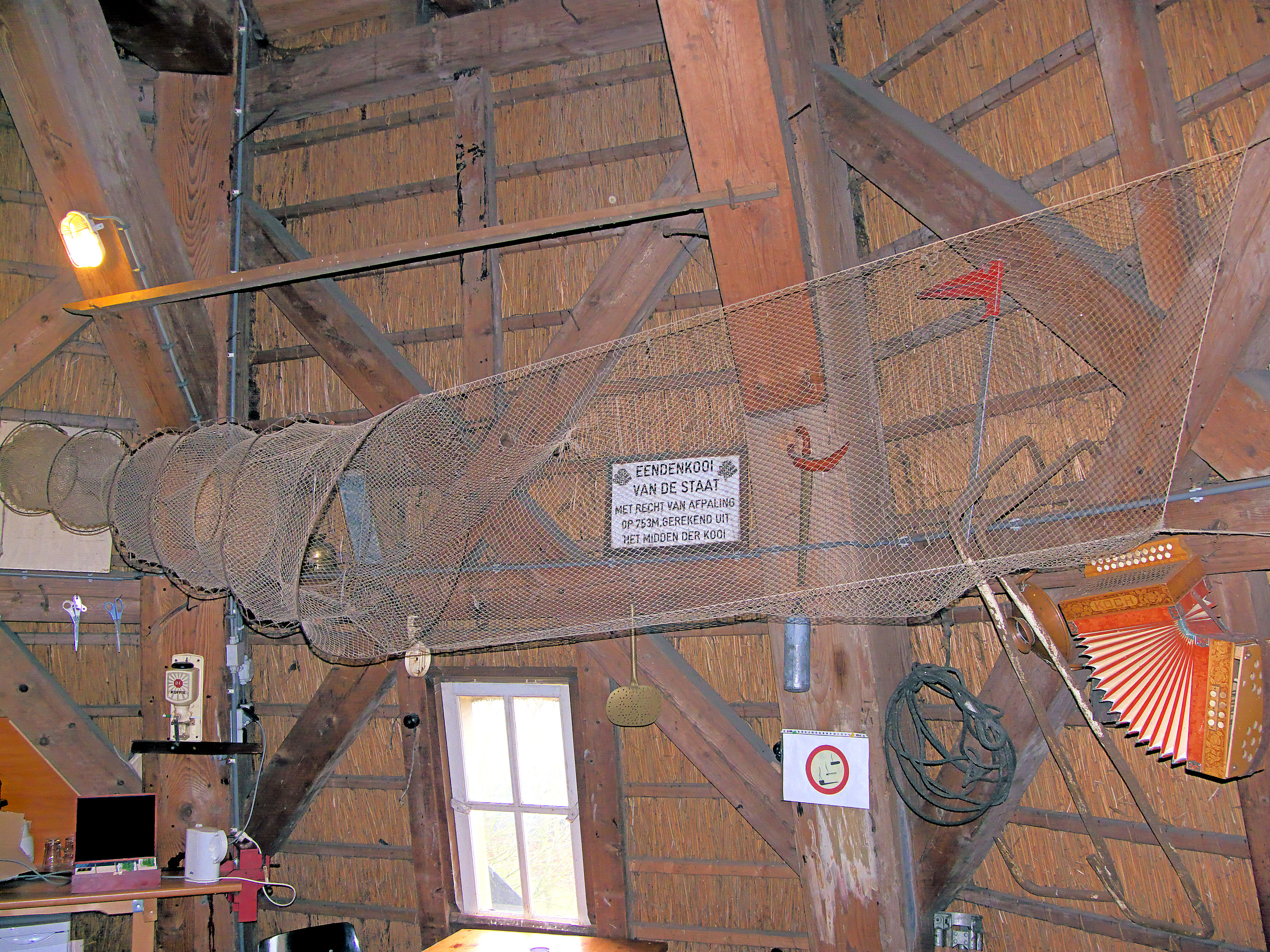
Palingfuik

- Een van de oorzaken van de drastische achteruitgang van de soort is het feit dat er op de paling in alle levensfasen wordt gevist.[56] Ondanks de status van ernstig bedreigde diersoort en het advies van ICES om alle menselijke activiteit naar nul te brengen,[39] wordt er in Nederland nog altijd gevist op volwassen palingen, onder andere in het IJsselmeer. Wel is het gedurende drie maanden per jaar (september t/m november) verboden op de dieren te vissen om de uittrek van palingen minder te hinderen.
- In Zuid-Europa wordt op glasalen gevist, onder andere om te worden opgekweekt en geslacht in de Nederlandse palingkwekerijen (de grootste palingkweeksector van de wereld).[37] Naar aanleiding het Nederlandse Aalbeheerplan stelde de overheid in de periode 2017–2020 €1,5 miljoen beschikbaar voor het terugplaatsen van glasalen en pootalen[57] en zette jaarlijks gemiddeld 800 kg glasaal en 4300 kg jonge alen uit.[58] Dit zijn ongeveer 3 miljoen dieren. Dit compenseert niet voor het verlies: jaarlijks worden ongeveer 11 miljoen palingen in Nederlandse kwekerijen gehouden en gedood, nadat ze als glasaal zijn gevangen. Bovendien is het nooit aangetoond dat het uitzetten van glasalen effectief is. Het International Council for the Exploration of the Seas (ICES) adviseert daarom te stoppen met de uitzettingen[39].

## Bescherming van een ernstig bedreigde diersoort

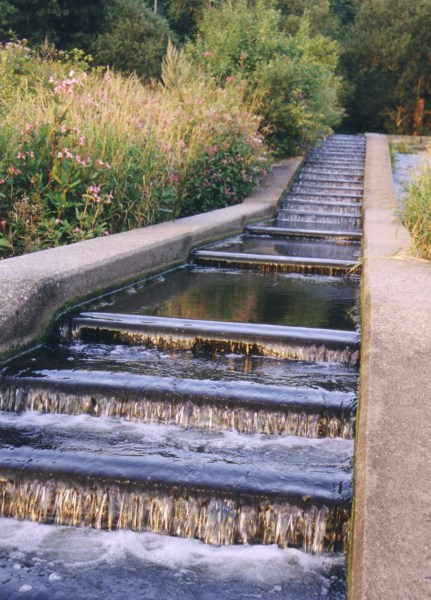
Een vistrap draagt bij aan de trek van de jonge paling landinwaarts. Ook aalgoten helpen daarbij.

Sinds 2007 staat de paling op de Rode Lijst van de IUCN en sinds 2008 is de status 'ernstig bedreigd.' De hoeveelheid glasaal die in Nederland binnentrekt is sinds eind jaren tachtig van de 20e eeuw afgenomen en is momenteel nog maar 0,5% van het gemiddelde niveau uit de jaren zestig. In de rest van Europa ziet men een vergelijkbaar beeld.
Op 11 juni 2007 besloten zowel de Europese Unie als de Verenigde Naties om beschermingsmaatregelen voor de Europese paling te nemen. De Verenigde Naties hebben in 2007 de paling ondergebracht in het CITES-verdrag (Convention on International Trade in Endangered Species). De paling mag sinds 2009 niet meer zonder vergunning buiten haar natuurlijke leefgebied worden geëxporteerd.
Sinds 2009 is de Europese Aalverordening van kracht is, waarnaar 22 lidstaten plannen hebben opgesteld om de aalstand te verbeteren. In Nederland is het Aalbeheerplan van kracht. Het streefdoel van het Europese Aalherstelplan is dat 40% van de oorspronkelijke, natuurlijke, hoeveelheid aal naar zee kan trekken om zich voort te planten, met als ijkpunt de aalstand in de tijdsperiode 1962-1979. In 2021 is de schieraaluittrek in Nederland 13%. Ondanks de genomen maatregelen, haalt ook Nederland de doelstelling van 40% uittrek in 2021 niet.
De Europese maatregelen hebben tot nu toe te weinig effect. In 2020 concludeerde de Europese Commissie dat de aanwas van paling op een "historisch dieptepunt is en de exploitatie van het bestand momenteel niet duurzaam is." In november 2023 bracht International Council for the Exploration of the Seas (ICES) haar Paling-advies uit aan de Europese Commissie, waarin ze concludeerde dat de aalsterfte door menselijke activiteiten (inclusief visserij en barrières zoals waterkrachtcentrales en gemalen) naar nul moet worden gebracht. Dit wetenschappelijke advies wordt echter door de Europese Unie niet opgevolgd. De intrek van glasaal in de Noordzee was in 2020 nog maar 0,5% van wat het was in vergelijking met de referentieperiode 1960–1979. Nog lager dan in 2019, toen het 1,4% was. Verschillende maatschappelijke organisaties roepen daarom op tot strengere maatregelen en tot een gehele stop op de palingvisserij, inclusief het vissen op alen voor de palingkweeksector.
Naast terugzetting van glasalen bestaan de Europese maatregelen ook uit het wegnemen van barrières uit de migratieroutes van de palingen, bijvoorbeeld door vistrappen en bypasses te maken.
Begin 2010 hebben de NeVeVi (vereniging van viskwekers), CVB (Combinatie Binnenvissers) en NeVePaling (handelaren en verwerkers) de Stichting DUPAN opgericht met als doel door middel van uitzet de aalpopulatie bij te dragen aan het behoud van de paling. De leden van NeVeVi en NeVepaling dragen gezamenlijk bij middels het Duurzaam Paling Fonds, waaraan ook een aantal grootwinkelbedrijven en supermarkten doneren. Geld uit dit fonds wordt deels gebruikt voor de uitzet van glasaal en schieraal. Ook wordt het uitzetten van glasalen gesubsidieerd met jaarlijks 375.000 euro vanuit het ministerie van Landbouw. Echter is nooit aangetoond dat het uitzetten van glasalen bijdraagt aan het herstel van de aalpopulatie, maar de schade van het vangen van glasalen is wel aangetoond. Bovendien worden de dieren in Nederland uitgezet op plekken waar ze later als volwassenen weer worden opgevist. Het International Council for the Exploration of the Seas (ICES) adviseerde in 2023 dan ook te stoppen met het uitzetten van glasalen.

## Consumptie

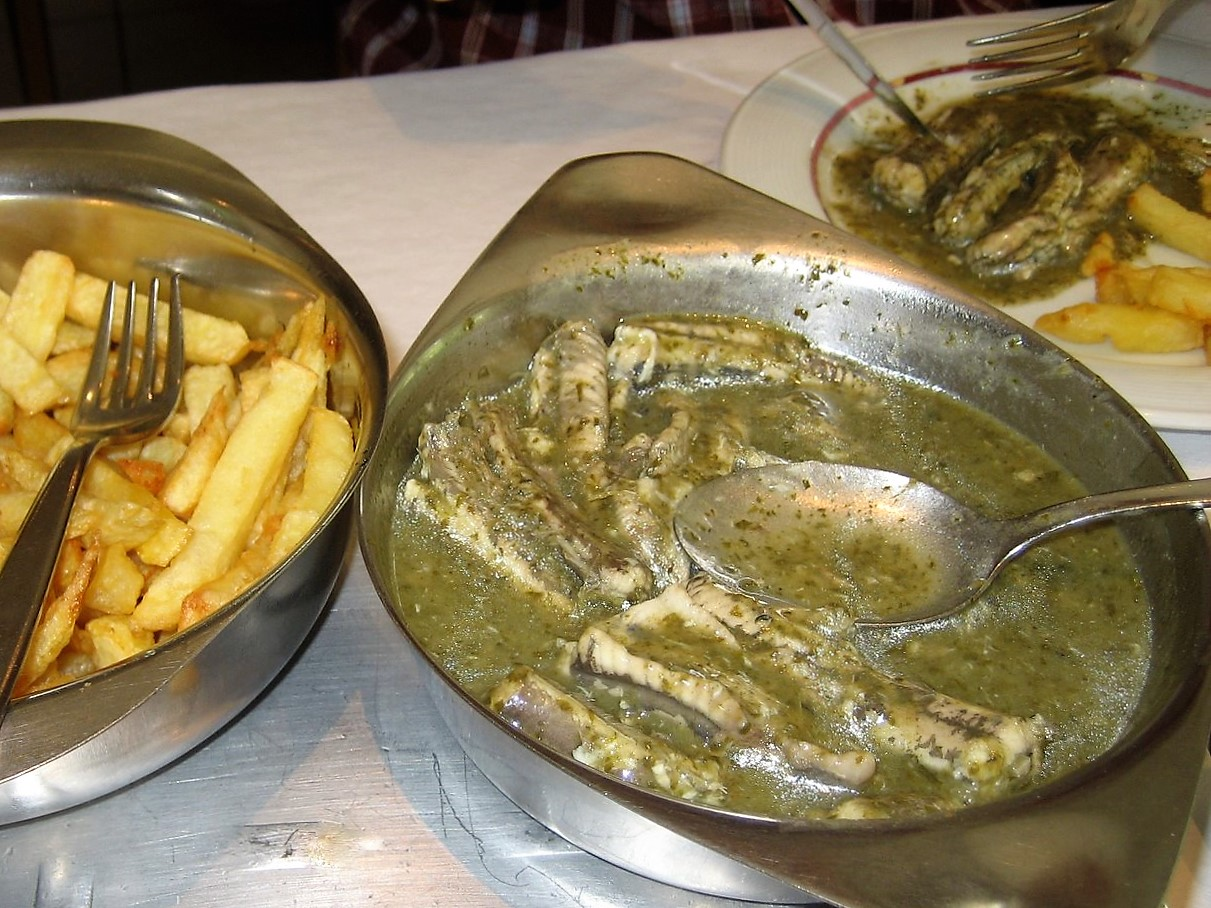
Paling in 't groen is een Vlaams gerecht.

In alle streken waar palingen voorkomen worden ze ook gegeten. De manieren van bereiden komen neer op bakken, roken of stoven. Elk land in Europa heeft zo zijn eigen gebruiken en gewoonten. At men vroeger in zuidelijk Europa veelal kleine gefrituurde glasaaltjes, deze gewoonte is door de torenhoge prijzen vervangen door imitatie-glasaal, gemaakt van eiwit en witvisfilet, te eten.
In noordelijk Europa eet men paling veelal gerookt, waarbij er per land grote verschillen zijn in de grootte van de palingen die men eet. Hierbij wordt de vis na de vangst schoongemaakt, ontdaan van de ingewanden en enkele uren in een pekelbad gelegd. Na gedroogd te zijn wordt de vis aan een stok geregen en in een rookkast gehangen. Door het verbranden van hout (zoals eiken, beuken en elzenhout) en zaagsel wordt rook gemaakt waarin de vis ongeveer een tot twee uur hangt. Deze methode wordt voornamelijk in plaatsen rond het IJsselmeer toegepast.
In Vlaanderen is 'paling in 't groen' een delicatesse uit de Scheldestreek. Hierbij worden van huid, kop en ingewanden ontdane palingen in korte stukken gestoofd in een complex mengsel van fijn versnipperde groene kruiden zoals salie, gembermunt, wilde marjolein en veldzuring.
In Scandinavië, vooral Denemarken, is het gerecht Stægt ål een veel gegeten gerecht, hierbij wordt de paling gebakken. Ook een gerecht als røget ål med røræg is een veel gegeten variant, hierbij eet men gerookte paling(filet) met roerei. In België en Nederland eet men paling op allerlei manieren: gestoofd, gebakken en gerookt. De Nederlandse consument lijkt het meest de gefileerde variant te verkiezen boven een hele ongefileerde paling. Was paling vroeger een volksvoedsel, nu is de vis mede door de schaarste een kostbare delicatesse geworden.

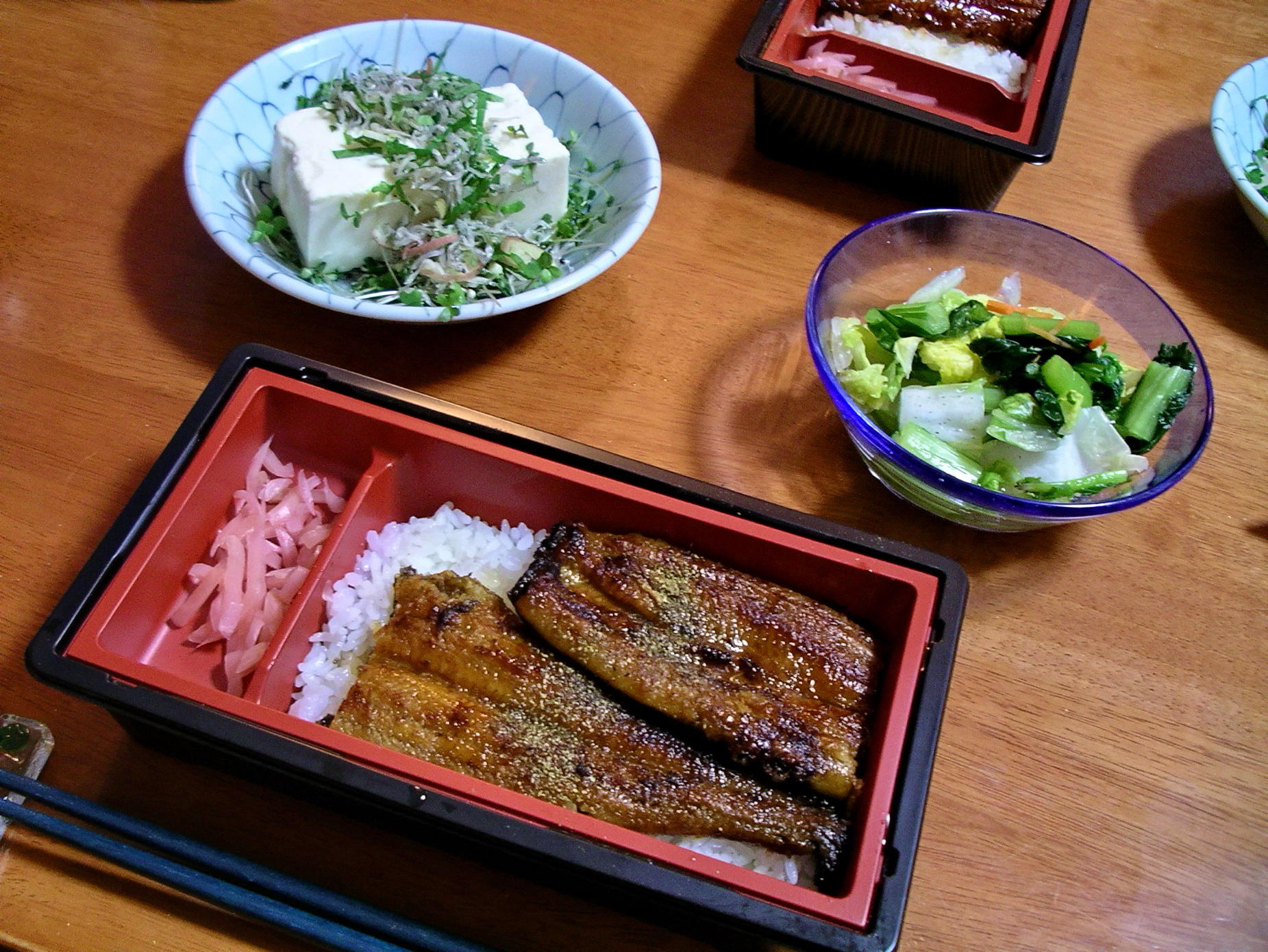
Paling in de Japanse keuken

In Japan is het traditionele kabayaki een gerecht dat tijdens de hete zomer veel gegeten wordt. De overlevering zegt dat kabayaki goed is voor de energiehuishouding in het lichaam van de mens tijdens extreme hitte in de zomer. Ook in Amerika waren stammen indianen die aan paling bijzondere krachten toeschreven. Door het eten van paling zou men sterk en onoverwinnelijk worden. "Clans" zijn groepen binnen een stam die alle van dezelfde moeder afstammen, de "eel clan" is genoemd naar de paling, een dier met een grote betekenis in hun traditionele leefwijze, zo zijn er ook "bear clans" en "wolf clans". In Nederland werd paling al sinds 4200 voor Christus gevangen met fuiken gemaakt van touw en twijgen van rode kornoelje.
De voedingswetenschap meent tegenwoordig dat vette vis, dus ook paling, een gunstig effect heeft op hersenen, hart en bloedvaten. Dit effect wordt vooral toegeschreven aan de omega 3-vetzuren EPA en DHA. Echter moet er rekening mee gehouden worden dat paling een relatief hoog cholesterolgehalte kent. Daarbij zorgt het roken van paling, zoals voornamelijk in Nederland geconsumeerd wordt, voor meer verzadigde vetzuren.
De Nederlandse Voedsel- en Warenautoriteit (VWA) schrijft op 14 maart 2007:

Eten van vette vis, zoals paling, is gezond omdat het zogenaamde omega 3-vetzuren bevat. Het Voedingcentrum adviseert daarom één of twee keer per week vette vis te eten. Uit onderzoek en de risicobeoordeling blijkt dat het voor mensen die paling willen eten verstandig is om te kiezen voor paling die gekweekt is of gevangen is in andere wateren dan de grote rivieren. Consumenten hebben de keuze voor de herkomst van de paling die zij kopen voor een groot deel zelf in de hand. Op etiketten van verpakte paling staat aangegeven uit welk land de paling afkomstig is en of het gaat om wilde of gekweekte paling. Ook bij onverpakte vis is te achterhalen of het gaat om wilde of gekweekte paling. Verkopers van vis zijn namelijk wettelijk verplicht aan te geven waar de vis vandaan komt als de klant daarom vraagt.
De VWA treedt streng op tegen bedrijven die te vaak de regels niet voldoende naleven of de gezondheid van de consument in gevaar brengen.

In de praktijk is er van deze toezeggingen van de VWA niet veel terechtgekomen, ondanks controles en aanbevelingen werd met dioxines vervuilde paling uit de benedenrivieren op de markt gebracht en kreeg de consument in de praktijk niet altijd antwoord op de vraag naar herkomst van de paling.(zie risico's van het eten van wilde paling).
Op de VISwijzers van onder meer de Good Fish Foundation en de Marine Conservation Society staat de paling in het rood, omdat het bestand er zo slecht voor staat. Dat betekent: liever niet eten, kies een alternatief.

### Consumptie en religie
Hoewel een paling wel degelijk (kleine) schubben heeft verbieden sommige religies het eten van deze vis. Het jodendom staat alleen het eten van vissen toe die zowel schubben als vinnen hebben. Paling is in de ogen van de orthodoxe Jood volgens de spijswetten treife (niet koosjer). Binnen de islam bestaat hier discussie over, de meeste wetscholen menen echter dat paling haram (onrein) is.

### Het doden van paling
Voordat de paling geconsumeerd kan worden, zal de vis eerst gedood moeten worden. Palingen zijn taaie vissen, wat het doden niet altijd eenvoudig maakt. De eerste installatie voor het welzijnsvriendelijk verdoven van paling voor de slacht is op 16 februari 2011 in bedrijf genomen. De nieuwe methode maakt gebruik van een elektrische stroom, waarvan via 'medische technologie' is komen vast te staan dat de dieren onmiddellijk het bewustzijn verliezen en niet meer bijkomen tot ze dood zijn. Inmiddels zijn enige palingverwerkende bedrijven overgestapt op het nieuwe systeem dat tot stand kwam in een samenwerking tussen deze bedrijven, een bouwer van bedwelmingsapparatuur en onderzoekers van IMARES en Livestock Research, beide onderdeel van Wageningen University & Research (WUR). Van levend villen is bij paling géén sprake, omdat de meeste paling in Nederland gerookt gegeten wordt. Bij villen worden ingewanden en de huid alsmede de kop verwijderd. Voor paling die gerookt moet worden, zullen echter de kop en het vel aanwezig zijn.
Dit eerste werkzame apparaat in Europa voor het elektrisch verdoven van paling betekent een belangrijke stap voor het welzijnsvriendelijker verwerken van paling. In het nieuwe apparaat wordt de paling binnen één seconde verdoofd door de elektrische stroom. De paling is dan buiten bewustzijn, zoals is gebleken uit hersenfilms (EEG’s), die ook voor medische doeleinden worden ingezet. Stichting DUPAN zal zich inzetten om deze techniek zo snel mogelijk breed beschikbaar te stellen.
In de traditionele methode werd paling in zout of een mengsel van ijswater en zout gebracht. Uit onderzoek van de Universiteit Utrecht en de Dierenbescherming bleek echter dat de dieren daarmee niet gedood werden. Dierenbescherming vroeg daarom vanaf 1998 om elektrocutie als alternatieve dodingsmethode in te voeren. Wageningen University & Research ontwikkelde deze methode voor Nederland waarbij uitgangspunt werd dat stress vermeden werd. De ontwikkelde methode worden palingen eerst met een electroshock verdoofd waardoor er binnen tienden van een seconde een totale bewusteloze staat ontstaat. Hierna worden de palingen gedood door deze te doden door onderkoeling in ijswater en zout. Paling komen tijdens dit proces niet meer in een pijnreceptieve staat. Bij de thuisslacht zijn minder diervriendelijke methoden echter meer regel dan uitzondering. De thuisslacht is na het meeneemverbod door hobbyvissers zo goed als geheel verdwenen.

### Risico's van het eten van wilde paling
Een van de mogelijke risico's van het eten van Nederlandse paling uit open water is consumptie van schadelijke stoffen die zich hebben opgehoopt in het lichaamsvet, waaronder dioxines, dioxine-achtige stoffen, PFAS en zware metalen. Volgens de Nederlandse Voedsel- en Warenautoriteit wordt zowel bij vissen als mensen dioxine opgeslagen in het vetweefsel en nauwelijks uitgescheiden.
De NVWA controleert beroepsvissers en de aanvoer van paling in Nederland. Overtreders worden beboet, de boetes lopen bij herhaling op. Door het instellen van het vangstverbod van paling in de vervuilde wateren en de controle van de NVWA komt al jaren geen paling uit de Biesbosch, Haringvliet en Hollandsch Diep bij de consument.
Dioxines zijn met name schadelijk voor de ontwikkeling van het ongeboren kind, en daarom wordt bij het toxicologisch onderzoek uitgegaan van de maximale totale hoeveelheid dioxines die wordt opgenomen in het lichaam van vrouwen en gemeten kan worden door het gehalte in de moedermelk. Dioxines en pcb's kunnen mogelijk ook invloed hebben op de spermaproductie van mannen door hun feminiserende werking. Het vangstverbod van paling in vervuilde wateren is ingegeven doordat de totale dioxinebelasting een optelsom is van allerlei bronnen, die alle aangepakt dienen te worden. Maatschappelijke organisaties pleiten ook voor een vangstverbod in de gebieden met te veel PFAS, zoals het IJsselmeer, om de gezondheid van de consument te beschermen.
Het langdurig op regelmatige basis eten van paling uit het rivierengebied, met name door hobbyvissers, kan tot overschrijding van de toelaatbare waarden leiden. Sinds 2009 wordt door sportvissers in Nederland gevangen paling weer in hetzelfde water teruggezet.

### Giftig bloed
Het bloed van de paling bevat een ichthyotoxine; een stof die giftig is voor vissen (ichthus = vis, toxine = vergif). Voor zoogdieren als de mens is het hemolitische vergif beperkt schadelijk, het veroorzaakt bij oppervlakkig contact met de ogen een bijtend gevoel en een tijdelijk verlies aan helder zicht. Het gif breekt snel af bij hogere temperaturen, zodat het tijdens verhitten snel onschadelijk wordt.